# NGC 2377
NGC 2377 ist eine Spiralgalaxie mit ausgedehnten Sternentstehungsgebieten vom Hubble-Typ Sc im Sternbild Einhorn südlich des Himmelsäquators. Sie ist schätzungsweise 102 Millionen Lichtjahre von der Milchstraße entfernt und hat einen Durchmesser von etwa 55.000 Lj.
Das Objekt wurde am 19. Januar 1874 von dem Astronomen Édouard Jean-Marie Stephan mit einem 80-cm-Teleskop entdeckt.